# Apocalypse Républicaine
Apocalypse Républicaine est une comédie existentielle française de Bernard Pinet, auteur, acteur et metteur en scène français.
Avec, des Lectures suivies de débats que suscite son contenu humaniste, philosophique et métaphysique, Apocalypse Républicaine se perfectionne, aux Festivals d’Avignon, en 2019 à la Maison des Auteurs de la SACD au Conservatoire du Grand Avignon, et en 2022 dans le cadre de Auteurs en Liberté au Quartier Luna, puis, arrive en Ile de France et à Paris ...

## L'histoire
- En marge, des acquis de Sigmund Freud, Jean Maboul, un psy marginal, exerce avec une méthode Cosmo Téllurique[3] dans un mystérieux village[4], qui fait écho à Rennes-le-Château ... Dans son Cabinet de réflexion, 7 Patients évoquent, sans langue de bois, ni paroles d'évangiles, les non-dits qui masquent les gros maux de l’humanité…
- Et, au fil, de 7 consultations, le Déni est convoqué au Tribunal du Verbe, qui révèle, sans faux semblants, la vision transversale d'une réalité sociétale, et déclenche des rires inattendus…
- Dans le cadre, des 3 unités de temps, de lieu et d’histoire, du théâtre classique, 1 seul acteur donne vie aux 12 personnages de cette comédie existentielle en 3 actes.

## Fiche technique
- Apocalypse Républicaine commence par les  3 coups du Brigadier du théâtre classique.
- La Création Lumière et les effets sonores de la comédie existentielle Apocalypse Républicaine sont de Elias Attig.
- Le plan de feux, la fiche technique, le décor, les accessoires, le costume, la musique, et la mise en scène, sont notifiés dans le texte de Apocalypse Républicaine, qui a un Décor pliable, facile à démonter et à ranger.
- L’Affiche[5] de la comédie existentielle Apocalypse Républicaine est conçue à partir d'une photo de Bernard Pinet signée Woytek Konarzewski photographe de presse (Sipa Press) et de mode (Guerlain, Givenchy, Hermès...), et de la photo du buste de la Marianne[6] œuvre du sculpteur Paul Lecreux dit « Jacques France », exposée à Paris au Musée du Grand Orient de France, dont la photo est signée Olivier Bouigue auteur de l’anaphore photographique 365 jours avec la Tour Eiffel[7].

## Musiques
- La Musique de Apocalypse Républicaine est de  Wolfgang Amadeus Mozart, avec La Flûte enchantée et La Reine de la nuit, qui ponctue les 3 actes, par  l'interprétation « apocalyptique » de Florence Foster Jenkins, dont, la vie extra-ordinaire inspire le cinéma, avec Catherine Frot dans Marguerite réalisé par Xavier Giannoli, et Meryl Streep dans Florence Foster Jenkins réalisé par Stephen Frears.

## Editions
- La 1ère version 2017 de Apocalypse Républicaine 9e concept Théâtre Seul en scène de Bernard Pinet se polit et se perfectionne, avec des Lectures suivies de Débats, et se transmute en un Livre [8] aux éditions LibriSphaera, qui sort en librairies, FNAC, et Amazon, le vendredi 21 juin 2024, jour du Solstice d'été ...

## Programmations
- La Comédie existentielle Apocalypse Républicaine perfectionne son Verbe insolite, avec, des Lectures suivies de Débats que suscite le contenu humaniste, philosophique et métaphysique de cette Apocalypse existentielle, au Festival d’Avignon 2019 Conservatoire du Grand Avignon avec la Maison des Auteurs (SACD Paris), et au Festival d’Avignon 2022 avec Auteurs en Liberté[1] au Quartier Luna.
- Après une Résidence en Île-de-France[9] au Théâtre de Bailly[10], invitée par des Associations philosophiques & républicaines, Apocalypse Républicaine arrive à Paris en 2023, dans le Salon[11] des Premiers Ministres[12] de Chez Françoise[13] pour Arc en ciel 75, et avec Saisons[14] de Culture[15] dans le Salon du célèbre Café de Flore.
- Ensuite, à Chambourcy au profit de La Croix Rouge[16] Française, Rennemoulin au profit[17]des Restos du Cœur, Noisy le Roi au Festival de Théâtre Festhéa Ile de France, Saint-Raphaël au Golf Hôtel**** de Valescure[18] à proximité du Dolmen de Valescure, Beaumont-lès-Valence chez In Situ, Courtabœuf au Mercure Hôtel**** Les Ulis, et Vernouillet pour les Restos du Cœur.
- Puis, retour à Paris, dans La Crypte du Cercle Écossais de la Grande Loge de France, ensuite, à La Bourse au Palais Brongniart avec le Cercle Philosophique de La Malmaison, dans le grand Salon du restaurant historique La Démocratie, au Musée du Vin dans le Caveau des Echansons de France invité par Grenouilles Productions à La Maison de La Nouvelle Aquitaine, au 8ème étage du Grand Orient de France, et lors de soirées privées dans le cadre de Scène à Domicile & Théaomai ... A suivre ...

## Accueil
- « Acteur aux multiples talents, Bernard Pinet révèle avec brio cette Apocalypse, qui est l’une des Pépites du Festival d’Avignon »[15] Mylène Vignon, rédactrice en chef de Saisons de Culture.
- « Cette Comédie, révélatrice et participative, dévoile les paradoxes et les absurdités de notre époque. Par son Verbe cocasse, cette œuvre invite, avec humour et dérision, à une introspection collective. Elle dépeint notre univers et au-delà, offrant un moment de bonheur et de lucidité. Par sa brillante narration, Bernard Pinet nous rappelle que le rire est le meilleur remède pour affronter la réalité du monde. Ne manquez pas cette véritable Apocalypse Républicaine qui saura vous faire rire et réfléchir. » Jérôme Chouraqui, président du Média Club Paris & Talent Sphère
- « A la scène comme à la ville, il s’impose d’emblée par son incroyable présence. Jamais tiède, c’est un bosseur, un battant, un fonceur. Egal à lui-même dans la comédie Apocalypse Républicaine, grand acteur, grand penseur et grand humaniste : Bernard trismégiste ! » Jean-Jacques Thibaud, auteur & collaborateur unité jeunesse de France Télévisions
- « Un grand Bravo à Bernard Pinet pour les excellents retours, qui saluent la performance et le succès (bien mérité) de son Apocalypse Républicaine » Dominique Tésio, directrice & programmatrice du Quartier Luna en Avignon
- « C’est un beau spectacle exigeant, qui fait la part belle à la langue française et à l’Histoire ! Entre 2 saillies humoristiques et sans être didactique, il laisse à réfléchir. » Bertrand Ménigault, maire adjoint Culture, patrimoine, ressources humaines, de Bailly
- « La mine joviale du comédien cache un verbe sans concession, avec des mots qui claquent en douceur dans une Apocalypse humaniste et philosophique dotée d’une sacrée dose d’humour »[19] Emmanuel Fèvre, Toutes les Nouvelles de Versailles.
- « Apocalypse Républicaine séduit par son équilibre subtil entre poésie et lucidité sur notre époque. Avec, une approche intime du théâtre et une expérience artistique singulière empreinte d’humanité, Bernard Pinet captive le public dans la droite ligne de Jacques Copeau et de son Vieux-Colombier. » Benjamin Altur-Ortiz, producteur, Benur Films Paris
- « Dans cette Apocalypse, qui se situe entre gravité et légèreté, Bernard Pinet stimule les zygomatiques et les neurones, avec un Seul en scène unique en son genre. » Elodie Pinel, auteure, agrégée de Lettres & de Philosophie, Docteure en Littérature
- «  Les 7 trompettes de l’Apocalypse de Bernard Pinet s’expriment dans le cabinet d’un psy, où 7 patients en mal du siècle, cochent toutes les cases des problématiques sociétales, et vident leurs ressentis en tirs groupés, plus humoristiques que meurtriers... Quoique ! Si, au fil des éclats de rires, chaque salve atteint sa cible... » Bruno Stéphane Chambon, Auteur Politique Magazine
- « Avec, sa comédie existentielle Apocalypse Républicaine, le talentueux Bernard Pinet jette une passerelle éclairée entre la réalité et l'invisible. » Jérôme Cazaban, Kino Passion Paris
- « C'est un malheur du temps que les fous guident les aveugles, disait déjà William Shakespeare.  Alors, quand un Docteur Maboul décrypte avec ses patients une société qui tourne pas rond, et où la raison devrait souvent s'appeler sottise, on jubile ! Bernard Pinet met une nouvelle fois sa gouaille et son talent de conteur, au service d’un texte drôle, grinçant et humaniste. » Jacques-Marie Ponthiaux, secrétaire général des Lauriers de l'Audiovisuel & du Club de l'Audiovisuel de Paris
- « La belle République que voilà ! Dans tous ces états, malmenée et disséquée par un Architecte des mots qui nous embarque avec brio et réalisme dans une Apocalypse finement ciselée. Avis aux amateurs de sensations fortes, chacun y trouve son compte et ressort consterné devant cet Etat … des lieux. Mais ! Avec un sourire de jubilation. » Stéphane Baquet, programmateur & directeur technique du Quartier Luna en Avignon
- « L'auteur interprète de cette Apocalypse Républicaine tricote en virtuose la tragi comédie et le rire » Michael Elmidoro, rédacteur en chef de TV 78
- « Dans Apocalypse Républicaine, Bernard Pinet met en scène toutes les interrogations, les inquiétudes, les incompréhensions qui taraudent la société, et donc chacun d’entre nous. Il le fait avec humour, avec sa gouaille et son talent de conteur, au service d’un texte percutant et humaniste. Bravo ! » Gérard Leclerc, Editorialiste & Journaliste TV
- « La comédie Apocalypse Républicaine de l'excellent Bernard Pinet qui s’avère Bankable, met le doigt ou cela fait triste, avec beaucoup d'humour et des rires inattendus. » Chris Gabriel, animatrice de Together sur Arts Mada TV
- « L’Apocalypse Républicaine racontée avec faconde, humour et une bonne dose de philosophie par Bernard Pinet, c’est passer un Contrôle Technique, sans concession, des maux, des lâchetés et des abandons de la chose publique. Maniant le Verbe avec cocasserie et sérieux, il brosse un tableau de notre système politique réjouissant à pleurer. » Gérard Monier, producteur Tipimages Productions à Genève
- « Cette Apocalypse nous fait passer par toutes les couleurs de l'arc en ciel. Salée, sucrée, elle dépeint notre univers et au-delà, de façon drôle, cinglante, mais toujours avec humour et dérision. Sans langue de bois, avec tact, jouant des mots et des symboles, lucide, Bernard Pinet nous ravit par son esprit critique, mais bienveillant. Merci pour ce moment de bonheur. » Catherine Alric, auteure, actrice, membre de l’Académie des César
- « Apocalypse Républicaine déballe tout sur une République qui s’emballe et perd le Nord. À son chevet, le merveilleux Bernard Pinet campe un Psy qui fait rire en faisant mouche. C’est drôle tout en étant sérieux. A voir sans modération ! » Jean-Paul Comart, acteur, nommé aux César et aux  Molière, membre de l’Académie des César
- « Ebouriffant et tonitruant, Bernard Pinet à fait trembler les murs du mythique Café de Flore avec son Apocalypse, réveillant probablement les âmes de nos célèbres amis  existentialistes iconiques du siècle dernier ! » Mylène Vignon, rédactrice en chef de Saisons de Culture
- « Ce Prophète de l’Apocalypse flamboie et ondule, plongeant du fou rire à l’introspection le public qui se confronte brutalement aux incohérences de notre société. » Marie Pascale Tuvi , présidente de Entreprendre  à Chambourcy, vice-présidente de Unilys
- « Cette Apocalypse et son auteur interprète d'exception, offrent au public une prestation brillante à ne pas manquer ! » Dominique Servais, maire adjointe déléguée à la Culture de Noisy-le-Roi
- « Interprétée avec brio, Apocalypse Républicaine est un délicieux Mille-feuilles plein de subtilités et de petites sous couches. » Isabelle Paizee Jacob, présidente de Le Rideau Rouge
- « Une Apocalypse, au texte, étonnant, détonnant et décapant, parfaitement interprété. » Stéphane Beneston, trésorier national & jury du Festival Festhéa, Ile de France
- « Merci et Bravo ! Pour cette Apocalypse extra lucide qui a régalé le public du Golf et de l’Hôtel.. » Marc Gervais[20], directeur du Golf Hôtel**** de Valescure à Saint-Raphaël
- « Merci ! Pour avoir mis votre Apocalypse et votre talent au profit des plus démunis, en entrainant avec succès les spectateurs dans cette aventure solidaire. » Fabienne Lambert, présidente pour les Yvelines des Restos du Cœur
- « Bernard Pinet, que nous connaissons sous le prisme de la comédie, montre à travers Apocalypse Républicaine, une profondeur existentielle et une analyse visionnaire de notre société. Merci Bernard de nous aider à mieux appréhender ce qui nous attend. » Philippe Chapelon, délégué général de La Scène Indépendante
- « Avec son Apocalypse Républicaine Bernard Pinet a ravi les spectateurs, qui ont vivement manifesté l’intérêt suscité par cette comédie existentielle au service de l’humanisme. » Françoise Rouhet, présidente pour les Yvelines de la Croix Rouge Française
- « Cette Apocalypse, qui est plutôt une révélation exceptionnelle, nous entraîne dans les méandres de la politique de la chose publique : Res Publica ... Elle apporte la lumière anéantissant l’obscurité des mensonges des opportunités des hommes de pouvoir. Seul en scène Bernard Pinet fait preuve d’un immense talent, que beaucoup pourrait lui envier. » Jean-Luc Caddedu, maire adjoint de Maisons Alfort, conseiller territorial du Val de Marne
- « Tout comme Rabelais mélange le rire à la réflexion, dans cette Apocalypse un acteur prodigieusement polyvalent, dévoile avec une prouesse artistique les absurdités de notre époque, et raconte la tragi-comédie d'une République qui s'affole ! » Catherine Murgante, productrice et experte Culture au Conseil de l'Europe
- « Notre société se cherche et les réponses sont là, dans cette Apocalypse ! Courez voir Bernard Pinet pour déguster sa vision époustouflante de vérités et de confrontations. » Gérard Meftah, auteur & journaliste, Groupe Lafont Presse
- « Venir jouer sous le Palais Brongniart, l'ancien Vatican de la Finance française, Apocalypse Républicaine, une comédie existentielle qui met l'humain au centre du parvis, c'était une gageure. Pourtant, Bernard Pinet a fait l'unanimité avec ce texte et son habituel talent de comédien. Nous pouvons affirmer, qu'il ne jouait pas, il nous racontait et nous transportait... Bravo Monsieur Pinet ! » Franck Fouqueray, directeur de la publication du Journal 450.fm
- « Bernard Pinet fait un étonnant numéro d'équilibriste sans filet, où s'entremêlent, à mi-mots, mais plein envol, psychologie, symbolisme, et ... humour caustique ! » Pierrette Dupoyet, auteure & actrice, avec 41 festivals recordwoman du Festival d’Avignon
- « Avec un humour mordant, Bernard Pinet a l'art de décrypter la société, et de disséquer brillamment les arcanes majeurs de la République. Bravo pour cette belle prestation ! » Jean-François Besse, producteur, MC2 Productions
- « Avec son Apocalypse, Bernard Pinet joue de tout son être, sur tous les registres, et touche le public en plein cœur. On rit de nous-mêmes, avant d’être interpellé par des questions essentielles, qui nous remettent en question, et nous regonflent à bloc pour changer le monde... » Patrice Caillet, journaliste, France Bleu & Radio France
- « Absolument hilarante, mais tragiquement lucide, Apocalypse Républicaine de Bernard Pinet est une comédie existentialiste, qui vous fait aller mieux, ou à défaut moins mal. Gouailleur et pertinent, l’auteur-acteur élève l’humanisme au rang du sport de combat. » Jérémie Cahen, auteur & journaliste musical, Classica & France Musique
- « L'Extra-ordinaire Bernard Pinet nous tend un Miroir, qui prolonge l'espace réel, divulgue l'invisible, et en plus, on rit ! »  Nadia Wasiutek, compositrice & chef d’orchestre, Présidente de U2C
- « Avec Apocalypse Républicaine, on fait 7 voyages symboliques entre Bergson et Spinoza pour l’exigeante recherche de la vérité ; et avec Pierre Dac pour l’art des jeux de mots révélateurs de vérités. On reçoit une invitation à l’amour de l’humanité retrouvée dans le Cabinet de Réflexion, où est photographié en Clair-obscur, le monde, que Bernard Pinet prend en gros plan. Il nous aura prévenu .., il recommande, spécule, et interpelle avec sensibilité. Son texte, telle une chandelle que les hommes peuvent encore saisir dans l’obscurité, nous fait espérer de la République, qu’il n’est pas trop tard ... Pour retrouver le chemin de la connaissance de l’histoire, de la philosophie, et permettre une renaissance républicaine, il faudra accepter son illumination et retrouver les Lumières ... Ainsi, il y a des personnages de Apocalypse Républicaine, qui, si on les avait rencontrés plus tôt, eussent changer les responsabilités des un(e)s, et des autres. » Patrick Bézier, président  des Lauriers de l'Audiovisuel & du Club Audiovisuel de Paris
- « Bernard Pinet a un remarquable Parcours, et les critiques grandioses de cette Apocalypse Républicaine sont à la hauteur de son talent. » Virginie Visconti, actrice & productrice, Angelus Productions